# Prithvi (film)
Prithvi è un film del 2010. diretto di Jacob Varghese

## Colonna sonora
1. Shweta Mohan, Tippu – Hejjegondu Hejje
2. Karthik, Shruti Haasan – Nenapidu Nenapidu
3. Rajesh Krishnan, Sunidhi Chauhan – Ku Ku Kogileyinda
4. Hamsika Iyer, Kunal Ganjawala – Ninagende Visheshavaada
5. Anitha, Haricharan – Hagella Nee Nodabeda
6. Asif Akbar, Benny Dayal, Sindhuja Rajaram – Jagave Ninadu